# Rourea orientalis
Rourea orientalis là một loài thực vật có hoa trong họ Connaraceae. Loài này được Henri Ernest Baillon miêu tả khoa học đầu tiên năm 1867.

## Mô tả
Cây bụi, cây bụi nhỏ có thân rễ, cây gỗ nhỏ hay cây bụi dạng dây leo thân gỗ, thường là với lá sớm rụng, nhưng tại đông nam Cộng hòa Dân chủ Congo lại là thường xanh. Các cành có mô xốp hình hột đậu, thon búp măng và thường có lớp li e (bần) khác biệt; các cành nhỏ từ có lông tơ mịn đến có lông măng. Cuống lá dài 1,5–7 cm; trục lá dài 6–30 cm; cuống lá chét 0,5–2 mm; lá chét 13-33, từ thuôn dài đến thuôn dài-hình trứng, từ giống như giấy đến giống như da mỏng, từ nhẵn nhụi đến có lông măng; đỉnh thuôn tròn đến nhọn; lá chét tận cùng 1-5,5 × 0,5–3 cm, đôi khi hình trứng ngược; các lá chét bên 0,8-5 × 0,3-2,5 cm, gần như đối xứng. Cụm hoa dài tới 7 cm, từ nhẵn nhụi tới có lông măng. Cuống hoa trên khớp nối dài 1–5 mm. Lá đài 1,5-3 × 1,5–3 mm. Cánh hoa 7-12 × 3–4 mm, dính liền ở gần đáy, đôi khi gập nếp ở đỉnh, đặc biệt là trong chồi. Nhị hai loại, nhị dài 1,5–7 mm, nhị ngắn 1-4,5 mm. Nhụy 1,5–4 mm; vòi nhụy có lông thưa thớt; bầu nhụy rậm lông. Quả đại 1 mỗi hoa, hiếm khi hơn, 15-23 × 5–12 mm, đối xứng, đỉnh tròn, mở theo đường ráp mặt bụng, nhẵn nhụi. Lá đài ở quả 3,5-5 × 3–4 mm, xếp lợp. Áo hạt mọng thịt, màu đỏ thắm, rễ mầm xuất hiện từ áo hạt mọng thịt tại đỉnh. Hoa và lá thường mọc đồng thời trên cây trần trụi.

## Phân bố
Loài này có tại Angola, Botswana, Cộng hòa Dân chủ Congo, đông nam Kenya, Madagascar, Malawi, Mozambique, Namibia (dải Caprivi), Tanzania, Zambia, Zimbabwe. Môi trường sống là các rìa bụi cây cạnh trảng cỏ và rừng lá bán sớm rụng, ở cao độ tới 2.500 m, thường thấy trên các tổ mối.